# La Voz de Castilla
La Voz de Castilla fou un diari creat en Burgos en 1910. Des del 16 d'abril de 1916, el diari va aparèixer amb el subtítol d'òrgan defensor del regionalisme castellà, que va conservar fins al seu últim nombre. Va deixar de publicar-se el 24 d'abril de 1921.
La seva seu estava al carrer Laín Calvo, 3, al centre de la ciutat de Burgos i s'imprimia a la impremta de Marcelino Miguel. Entre 1910 i abril de 1916, el subtítol va ser diari independent del matí. El dia 16 d'abril de 1916 apareixia amb el titular El regionalisme ha triomfat per la voluntat del poble. A partir de la dècada de 1940, un nou diari del mateix nom va ser l'òrgan oficial del Movimiento Nacional en la província del règim de Franco. Aquest diari es va editar de l'1 de setembre de 1945 al 24 de gener de 1976.